# EQ Virginis
EQ Virginis är en ensam stjärna i mellersta delen av stjärnbilden Jungfrun. Den har en högsta skenbar magnitud av ca 9,36 och kräver åtminstone en stark handkikare eller ett mindre teleskop för att kunna observeras. Baserat på parallax enligt Gaia Data Release 2 på ca 48,7 mas, beräknas den befinna sig på ett avstånd på ca 67 ljusår (ca 20,5 parsek) från solen. Den rör sig närmare solen med en heliocentrisk radialhastighet på ca -23 km/s. Stjärnan ingår i den öppna stjärnhopen IC 2391 av stjärnor med gemensam egenrörelse, som är i en ålder av 30 - 50 miljoner år.

## Egenskaper
EQ Virginis är en orange till gul stjärna i huvudserien av spektralklass K5 Ve där suffix ’e’ anger att den har emissionslinjer i dess spektrum. Den har en massa som är ca 0,68 solmassor, en radie som är ca 0,62 solradier och har ca 0,14 gånger solens utstrålning av energi från dess fotosfär vid en effektiv temperatur av ca 4 200 K.

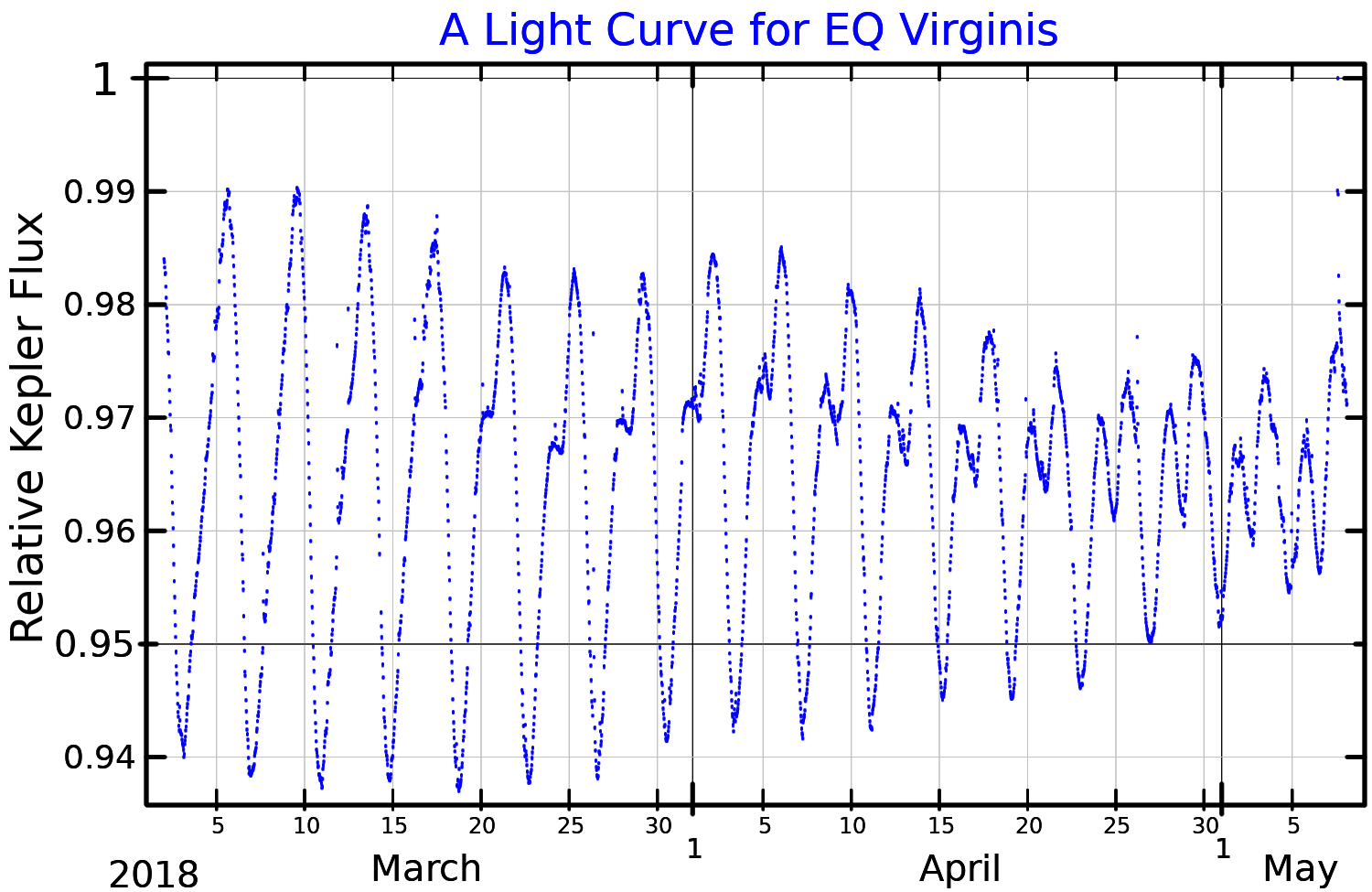
Ljuskurva för EQ Virginis, plottad efter data från Kepler.

EQ Virginis är en ung, snabbt roterande stjärna med en genomsnittlig magnetfältstyrka på 2 500 ± 300 Gauss. Stjärnan klassificeras som en eruptiv variabel av UV Ceti-typ och en BY Draconis-variabel. Den visar stark kromosfärisk aktivitet med omfattande stjärnfläckar som i genomsnitt täcker ca 24 procent av ytan och är en flarestjärna med sporadiska utbrott av strålning. Stjärnan visar också stark röntgenstrålning.